# AT&T Building
Ne doit pas être confondu avec [[:Sony Tower, New York, anciennement AT&T Building]].
Le AT&T Building, anciennement South Central Bell Building et BellSouth Building, surnommé le Batman Building pour sa forme, est un gratte-ciel de 188,1 mètres et de 33 étages situé à Nashville dans le Tennessee, aux États-Unis.
Achevée en août 1994, il s'agit d'une tour de bureaux qui peut accueillir 2 000 travailleurs. C'est actuellement le plus haut immeuble du Tennessee.

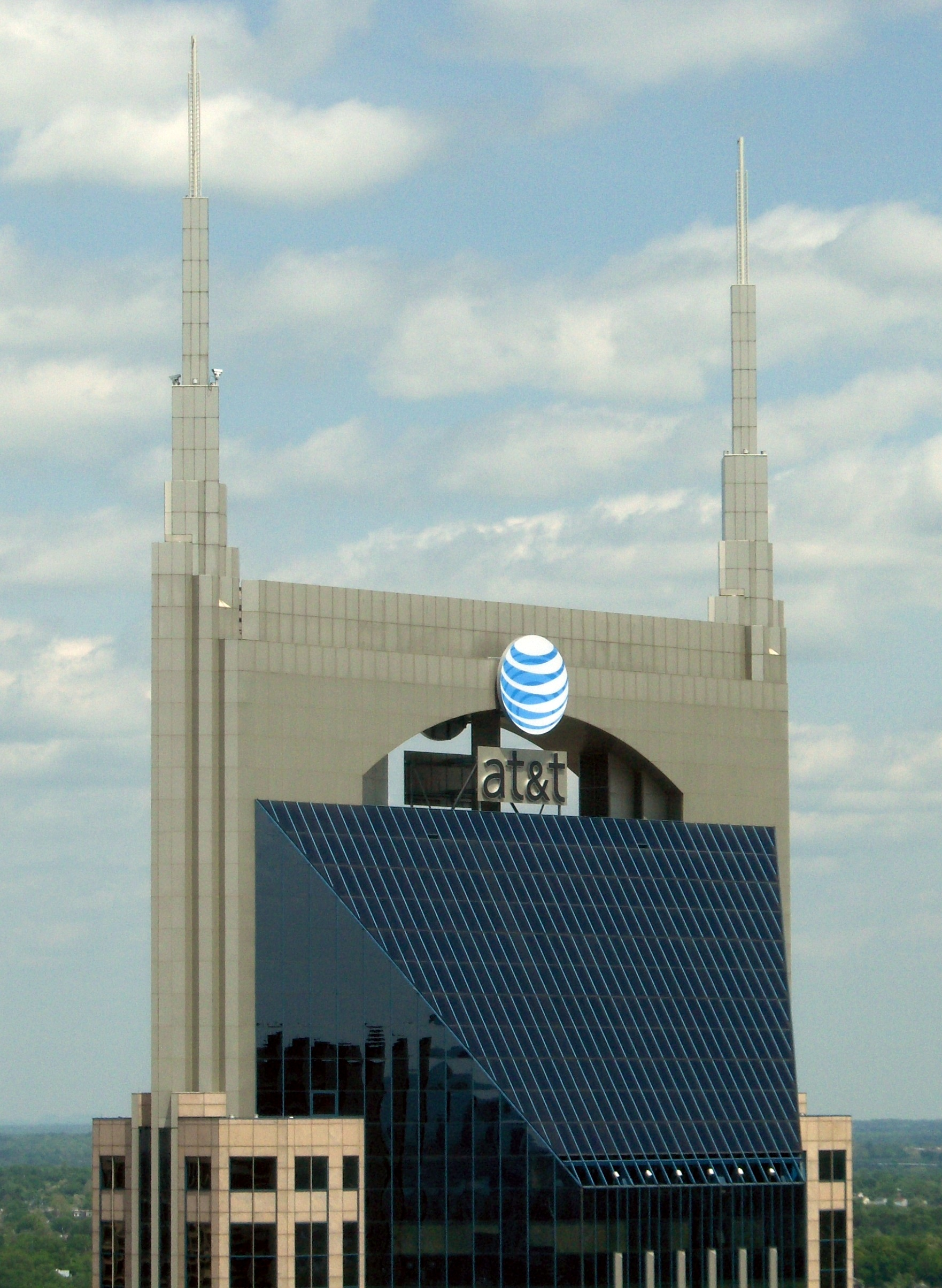
Haut du bâtiment.